# Bethel Census Area
Die Bethel Census Area ist eine Census Area im US-Bundesstaat Alaska. Sie erstreckt sich von der Küste der Bristol Bay und dem Yukon-Kuskokwim-Delta landeinwärts und beinhaltet die Insel Nunivak im Beringmeer.
Bei der Volkszählung im Jahr 2020 lebten hier 18.666 Menschen. Bethel gehört zum Unorganized Borough und hat somit keinen Verwaltungssitz. Die Census Area hat eine Fläche von 117.866 km², wovon 105.240 km² auf Land und 12.627 km² auf Wasser entfallen. Die größte Stadt der Region ist Bethel.
Teile der National Wildlife Refuges Alaska Maritime, Togiak und Yukon Delta sowie des Lake-Clark-Nationalparks liegen in der Bethel Census Area.

## Geschichte
Die Cenus Area wurde nach der Bethel Mission benannt, bei der es sich um eine 1884 in der Region gegründete Kirche der Herrnhuter Brüdergemeinen handelte.

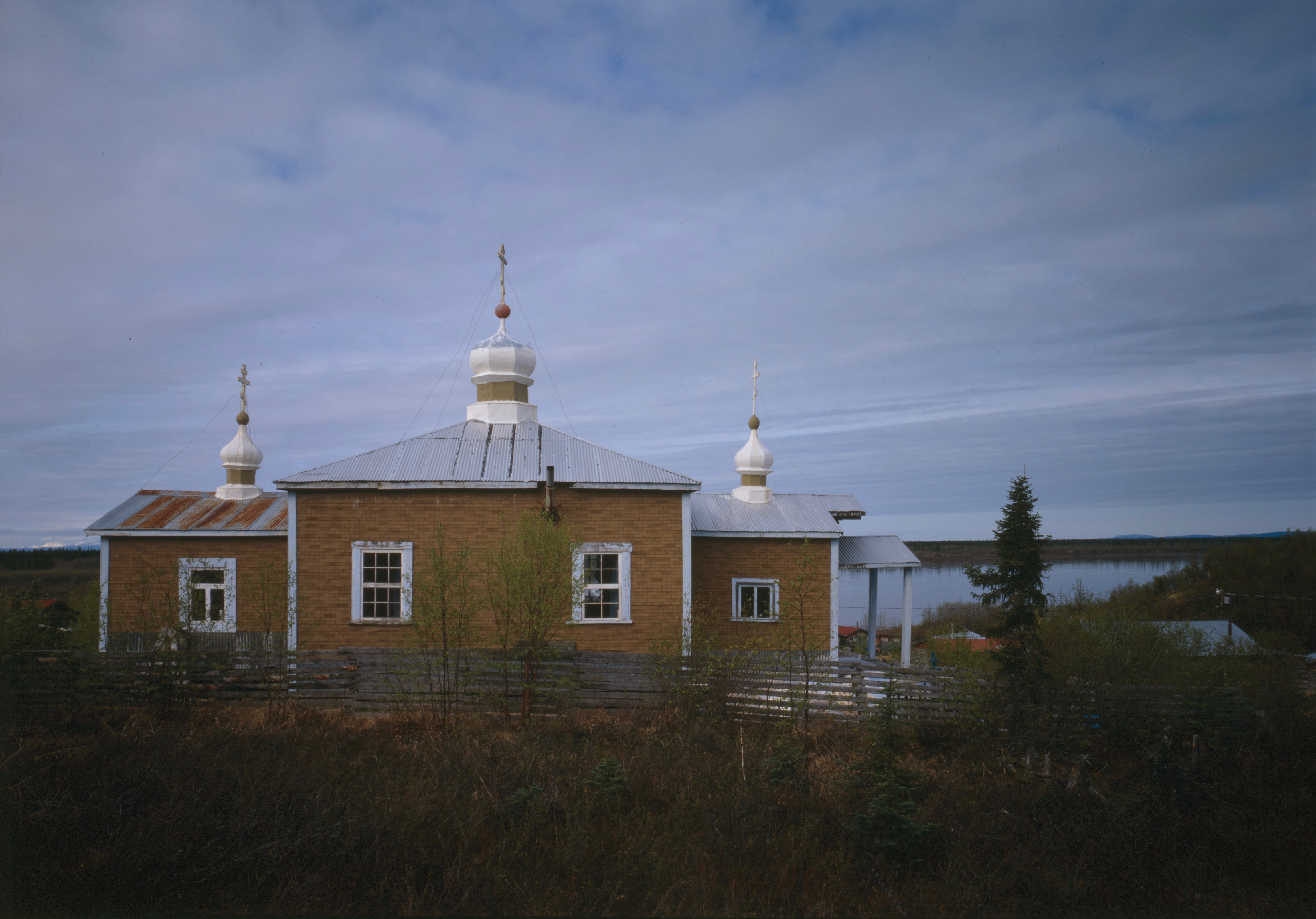
Die St. Sergius Chapel ist seit Juni 1980 im NRHP eingetragen.

Sieben Bauwerke und Stätten der Census Area sind im National Register of Historic Places („Nationales Verzeichnis historischer Orte“; NRHP)  eingetragen (Stand 1. Februar 2022), sechs davon sind Kirchen und Kapellen sowie die Kolmakov Redoubt Site.

## Städte und Orte
In der Bethel Census Area befinden sich 18 Cities (Gemeinden) sowie 17 Census-designated places (gemeindefreie Gebiete) (Stand 2020).

### Cities
- Akiak
- Aniak
- Bethel
- Chefornak
- Chuathbaluk
- Eek
- Goodnews Bay
- Kwethluk
- Lower Kalskag
- Mekoryuk
- Napakiak
- Napaskiak
- Nightmute
- Nunapitchuk
- Platinum
- Quinhagak
- Toksook Bay
- Upper Kalskag

### Census-designated places (CDPs)
- Akiachak
- Atmautluak
- Crooked Creek
- Kasigluk
- Kipnuk
- Kongiganak
- Kwigillingok
- Lime Village
- Mertarvik
- Newtok
- Oscarville
- Red Devil
- Sleetmute
- Stony River
- Tuluksak
- Tuntutuliak
- Tununak